# Calophyllum canum
Calophyllum canum là một loài thực vật có hoa trong họ Calophyllaceae. Loài này được Hook.f. ex T.Anderson mô tả khoa học đầu tiên năm 1874.